# Berny Burke
Berny Thomas Burke Montiel (Pococí, Limón, Costa Rica, 16 de marzo de 1996), conocido deportivamente como Berny Burke (AFI: 'berni 'βurke), es un futbolista costarricense que juega de interior derecho en el Santa Ana Fútbol Club, de la Primera División de Costa Rica.

## Trayectoria

### Santos de Guápiles

#### Temporada 2013-2014
Berny Burke nació el 16 de marzo de 1996 en Pococí, Limón. Desde pequeño fue realizando las categorías básicas en el Santos de Guápiles hasta trascender y alcanzar el primer equipo. Debutó profesionalmente el 23 de abril de 2014, en la jornada 22 del Campeonato de Verano ante la Universidad de Costa Rica, en el Estadio Ebal Rodríguez; el futbolista inició como titular, fue reemplazado por Starling Matarrita al minuto 46' y su club perdió 0-3. Al finalizar la etapa regular del torneo, los santistas lograron el undécimo lugar de la tabla con 19 puntos. En mayo de ese año, visores del Olympiacos, quienes estuvieron en la Copa Dallas, se interesaron en las cualidades del centrocampista, por lo que fue llevado a una prueba al equipo griego durante siete días. Sin embargo, no pasó la misma.

#### Temporada 2014-2015
La primera fecha del Campeonato de Invierno 2014 se desarrolló el 17 de agosto, en el Estadio Morera Soto contra Alajuelense. El interior derecho jugó únicamente 6 minutos, tras ingresar de cambio por Argenis Fernández en el segundo tiempo; el resultado terminó en derrota por un gol. Por dos jornadas consecutivas (2 y 3), fue relegado a la suplencia frente al Deportivo Saprissa y Carmelita, respectivamente. Al término de la etapa regular de la competencia, su equipo obtuvo la novena posición con 26 puntos, mientras que Burke tuvo acción por ocho encuentros, en los cuales no registró la participación de 90 minutos.
El 18 de enero fue la fecha inaugural del Torneo de Verano 2015 frente al conjunto rojinegro, en el Estadio Ebal Rodríguez. El estratega César Eduardo Méndez dio la confianza de jugar a Berny, quien se desempeñó por 19 minutos y el marcador fue de pérdida 1-2. En contraste con lo acontecido en la competición anterior, el centrocampista tuvo menos regularidad. El 8 de abril, logró la primera anotación de su carrera al concretarla ante el Uruguay de Coronado, donde favoreció a la victoria de su equipo. Tras acabar la fase de clasificación, su club entró de segundo lugar con 40 puntos, y por consiguiente a la ronda eliminatoria. El 9 de mayo se efectuó la semifinal de ida contra el Herediano, en el Estadio Rosabal Cordero; el mediocentro fue titular y el resultado fue de derrota 2-1. La vuelta se llevó a cabo cuatro días después en condición de local, con la tarea de lograr el triunfo para avanzar; con la anotación de su compañero Kenneth Dixon al primer minuto de juego, se vieron las posibilidades de ganar, pero cinco más tarde llegó el gol del rival, por lo que empate terminó siendo definitivo. El global de 2-3 dejó a su equipo eliminado.

#### Temporada 2015-2016
El Campeonato de Invierno 2015 dio inicio el 2 de agosto. En la primera jornada frente al Pérez Zeledón, Berny fue titular 71 minutos y fue sustituido por Wílmer Azofeifa; el resultado fue de victoria 1-0. El 20 de septiembre consiguió un gol ante el Herediano. Este torneo significó más constancia para el jugador, ya que fue alineado en 14 oportunidades por el director técnico Johnny Cháves. Al finalizar las 22 fechas, su equipo obtuvo el sexto lugar de la clasificación con 34 puntos.
Durante tres jornadas consecutivas del Torneo de Verano 2016, los santistas no pudieron jugar debido a una deuda con la Caja Costarricense de Seguro Social, la cual tuvo que llegarse a un acuerdo a finales de enero. La primera fecha se efectuó de local contra la Universidad de Costa Rica y el empate sin tantos prevaleció para el resultado final. El interior derecho fue relegado al banquillo en tres veces, mientras que en siete juegos tuvo participación. Asimismo, el Santos llegó en la undécima posición con 18 puntos.

## Selección costarricense

### Categorías inferiores
Berny Burke fue llamado, por primera vez, para conformar la Selección Sub-17 del entrenador Edson Soto. Inició en la Eliminatoria hacia el Campeonato Sub-17 de Concacaf, donde su país quedó ubicado en la pentagonal de la zona centroamericana. El 9 de diciembre de 2012, enfrentó a Honduras en el Estadio Julio Armando Cobar de territorio guatemalteco; el centrocampista utilizó la dorsal «10», fue titular y estuvo en la derrota de 3-0. Seguidamente, en el mismo escenario deportivo, se dio el cotejo frente a los salvadoreños; aunque empezó perdiendo, su selección logró remontar y ganar con marcador de 1-2. El segundo gol lo marcó Burke al minuto 87'. El 13 de diciembre participó los 90 minutos en el empate ante Nicaragua. El último juego de la fase de grupos fue contra el país anfitrión, Guatemala, el cual acabó en triunfo de 0-2; Burke consiguió el primer tanto y su compañero Randall Leal amplió la ventaja. Según los resultados obtenidos en esta etapa, los costarricenses avanzaron al torneo continental tras quedar de segundo lugar con 7 puntos.

#### Campeonato Sub-17 de Concacaf 2013
El Campeonato de la Concacaf tuvo lugar en Panamá, los Ticos fueron ubicados en el grupo B y los partidos se disputaron en el Estadio Agustín Muquita Sánchez. El 8 de abril de 2013, se efectuó el primer encuentro frente a Trinidad y Tobago; el mediocampista quedó en la suplencia pero ingresó al minuto 46' por Jordan Medina. Sin embargo, su país salió con una pérdida de 0-2. Dos días después, se desarrolló el segundo partido ante Canadá; el empate a una anotación prevaleció hasta el final, y como consecuencia, la escuadra Tricolor quedó fuera de la segunda fase por llegar en tercer lugar con un punto.
| Campeonato                    | Sede   | Resultado      |
| ----------------------------- | ------ | -------------- |
| Campeonato Sub-17 de Concacaf | Panamá | Fase de grupos |

En julio de 2015, Luis Fernando Fallas, director técnico de la Selección Sub-23, incluyó a Burke en su nómina para el amistoso contra el conjunto de Japón, en el Yurtec Stadium Sendai. A pesar del resultado de derrota 2-0, el jugador pudo tener participación al ingresar en el segundo tiempo por Jossimar Pemberton.

#### Preolímpico de Concacaf 2015
El estratega tomó en consideración a Berny para hacer frente al Preolímpico de Concacaf de 2015, el cual se llevó a cabo en Estados Unidos. La Sele quedó sembrada en el grupo B con México, Honduras y Haití. El 2 de octubre, el encuentro contra los mexicanos se dio en el StubHub Center de Carson, California; el interior derecho ingresó de cambio por Joseph Mora al minuto 68', pero su país perdió con cifras de goleada 4-0. Para el cotejo ante los hondureños, los Ticos llegaron con la responsabilidad de obtener un marcador positivo para continuar con sus aspiraciones. No obstante, una nueva derrota, siendo esta vez de 0-2, acabó con la oportunidad de asistir a Río 2016. Por otra parte, Burke fue relegado al banquillo. El último partido fue en el Dick's Sporting Goods Park frente a los haitianos, el marcador terminó con empate a un gol y el mediocentro entró como sustitución por John Jairo Ruiz.
| Competición             | Sede           | Resultado      |
| ----------------------- | -------------- | -------------- |
| Preolímpico de Concacaf | Estados Unidos | Fase de grupos |

## Clubes
| Club                   | País       | Año         |
| ---------------------- | ---------- | ----------- |
| Santos de Guápiles     | Costa Rica | 2014 - 2016 |
| Santa Clara            | Portugal   | 2016-2018   |
| Club Sport Herediano   | Costa Rica | 2018-2021   |
| Sporting Football Club | Costa Rica | 2022        |
| Puntarenas Fútbol Club | Costa Rica | 2023        |
| Municipal Liberia      | Costa Rica | 2023 - 2024 |
| Santos de Guápiles     | Costa Rica | 2024 - 2025 |
| Santa Ana Fútbol Club  | Costa Rica | 2025 - Act. |

## Palmarés
| Título                         | Club                 | País       | Año            |
| ------------------------------ | -------------------- | ---------- | -------------- |
| Primera División de Costa Rica | Club Sport Herediano | Costa Rica | Apertura 2018  |
| Primera División de Costa Rica | Club Sport Herediano | Costa Rica | Apertura 2019  |
| Supercopa de Costa Rica        | Club Sport Herediano | Costa Rica | Supercopa 2020 |
| Primera División de Costa Rica | Club Sport Herediano | Costa Rica | Apertura 2021  |

#### Campeonatos internacionales
| Título             | Club         | Lugar       | Año  |
| ------------------ | ------------ | ----------- | ---- |
| Liga Concacaf 2018 | CS Herediano | Tegucigalpa | 2018 |